# Laquelle des trois ?
Pour plus de détails, voir Fiche technique et Distribution.
Laquelle des trois ? (The Farmer's Wife) est un film britannique muet réalisé par Alfred Hitchcock, sorti en 1928.

## Synopsis
Un fermier aisé et veuf décide de se remarier et après avoir passé en revue les différents partis possibles du coin, il se désespère car aucune des dames qu'il a rencontrées ne s'accorde avec lui. Il finit par se rendre compte qu'il avait la femme idéale sous ses yeux, sa servante qui était secrètement amoureuse de lui.

## Fiche technique
- Titre original : The Farmer's Wife
- Titre français : Laquelle des trois ?
- Réalisateur : Alfred Hitchcock
- Scénario : Alfred Hitchcock d'après une pièce d'Eden Phillpotts
- Adaptation : Eliot Stannard
- Direction artistique : C. Wilfred Arnold
- Photographie : John J. Cox
- Montage : Alfred Booth
- Production : John Maxwell
- Société de production : British International Pictures
- Société de distribution :  Wardour Films ;  Pathé Consortium Cinéma
- Pays d'origine :  Royaume-Uni
- Langue originale : anglais
- Format : noir et blanc — 35 mm — 1,37:1 — Film muet
- Genre : Comédie
- Durée : 97 minutes (version UK) / 129 minutes (version US)
- Date de sortie : 1928

## Distribution
- Jameson Thomas : Samuel Sweetland, le fermier
- Lillian Hall-Davis : Aramintha Dench, sa servante
- Gordon Harker : Churdles Ash, son employé
- Maud Gill : Thirza Tapper
- Louise Pounds : la veuve Louisa Windeatt
- Olga Slade : Mary Hearn, la receveuse des postes
- Gibb McLaughlin : Henry Coaker
- Ruth Maitland : Mercy Bassett
- Antonia BroughSusan : la bonne de Thirza
- Haward Watts : Dick Coaker
- Diana Napier : Sibley Sweetland

## Autour du film
- Comme le chef opérateur est tombé malade, Hitchcock a dû filmer des scènes en réglant l'éclairage lui-même[1].
- Aux États-Unis, le film dure 129 minutes. Il s'agit du même film, mais ralenti.
- Le choix du titre français reste une énigme, en effet le fermier a sur sa liste quatre noms et non pas trois !